# Camponotus tenuipes
Camponotus tenuipes är en myrart som först beskrevs av Smith 1857.  Camponotus tenuipes ingår i släktet hästmyror, och familjen myror. Inga underarter finns listade.